# Lexi Swallow
Lexi Swallow (San Diego, California; 27 de junio de 1986) es una actriz pornográfica y modelo erótica estadounidense.

## Biografía
Lexi Swallow, nombre artístico de Nicole Seyderman, nació en la ciudad californiana de San Diego en junio de 1986. Antes de entrar en la industria pornográfica, Lexi trabajó en una tienda de ropa. Sería tras conocer a la actriz alemana Amy Reid en abril de 2010 cuando decide formar parte de la industria, debutando como actriz porno a los 23 años de edad.
Como actriz ha trabajado para diversos estudios como Evil Angel, Vivid, Brazzers, Elegant Angel, 3rd Degree, Zero Tolerance, Penthouse, Naughty America, Jules Jordan Video, Wicked, Mile High, Twistys o Digital Playground, entre otros.
El 23 de junio de 2011, Lexie fue detenida por la policía tras dar positivo en un control de alcoholemia.
En 2012 fue nominada en los Premios AVN en la categoría de Mejor actriz revelación. Ese mismo año también recibió una nominación en los XBIZ a Mejor actriz protagonista por la película Bridesmaids: A XXX Porn Parody. Al año siguiente, también en los XBIZ, fue nominada por Avengers XXX: A Porn Parody a la Mejor actriz de reparto.
Se retiró en 2017, habiendo rodado más de 180 películas como actriz.
Alguno de sus trabajos destacados son Amateur Porn Tryouts, Big Wet Tits 11 Charm School, Curvy White Asses, Fuck My Tits 7 Hard Bodies, Legends and Starlets 5, Praise The Load 7, Slut Camp 2 o Titterific 18.

## Premios y nominaciones
| Año  | Ceremonia    | Resultado | Premio                    | Trabajo                        |
| ---- | ------------ | --------- | ------------------------- | ------------------------------ |
| 2012 | Premios AVN  | Nominada  | Mejor actriz revelación   | —                              |
| 2012 | Premios XBIZ | Nominada  | Mejor actriz protagonista | Bridesmaids: A XXX Porn Parody |
| 2013 | Premios XBIZ | Nominada  | Mejor actriz de reparto   | Avengers XXX: A Porn Parody    |